# 美好色扭法螺
美好色扭法螺（学名：Distorsio muehlhaeusseri）为法螺科扭法螺屬下的一个种。

## 扩展阅读
- 維基物種上的相關：美好色扭法螺